# Alnwick
Koordinaten: 55° 25′ N, 1° 42′ W
| Alnwick |

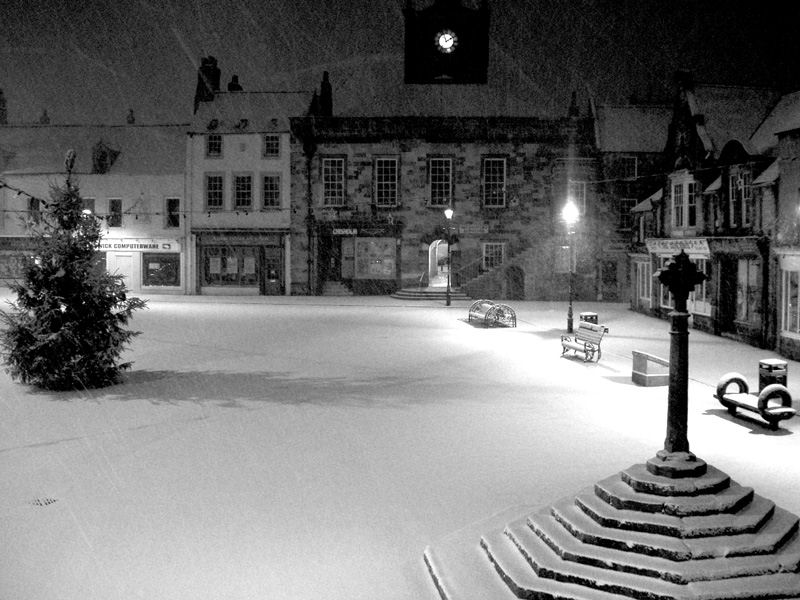
Der Marktplatz von Alnwick, Januar 2006

Alnwick [ˈænɪk]  ist eine Stadt im Norden von Northumberland, England mit 10.322 Einwohnern (Stand 2021). Sie war der Sitz des ehemaligen Districts Alnwick. Die Nordsee ist etwa 7 km in östlicher Richtung entfernt. Alnwick liegt am Fluss Aln, von dem es auch seinen Namen hat.

## Geschichte

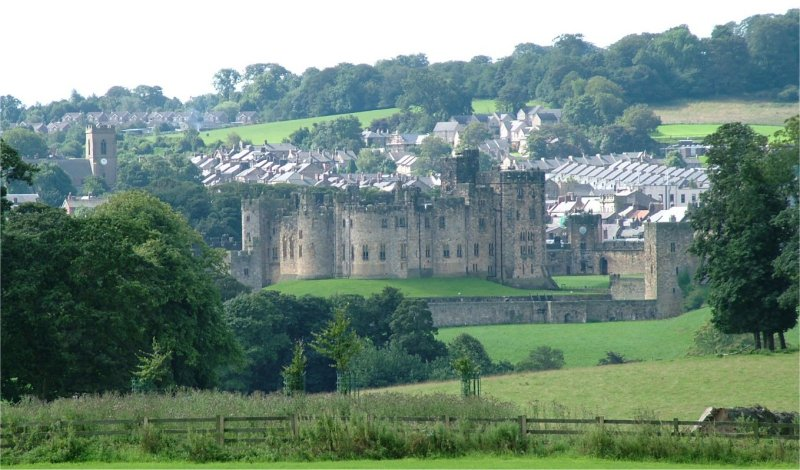
Alnwick und Alnwick Castle

Die Stadt entstand vermutlich um 600 n. Chr. Ihre Geschichte ist eng verbunden mit der des Schlosses und des dort residierenden Adelsgeschlechts Haus Percy. 1093 fand in der Nähe von Alnwick zwischen einem englischen und einem schottischen Heer die Schlacht von Alnwick statt.

## Sehenswürdigkeiten

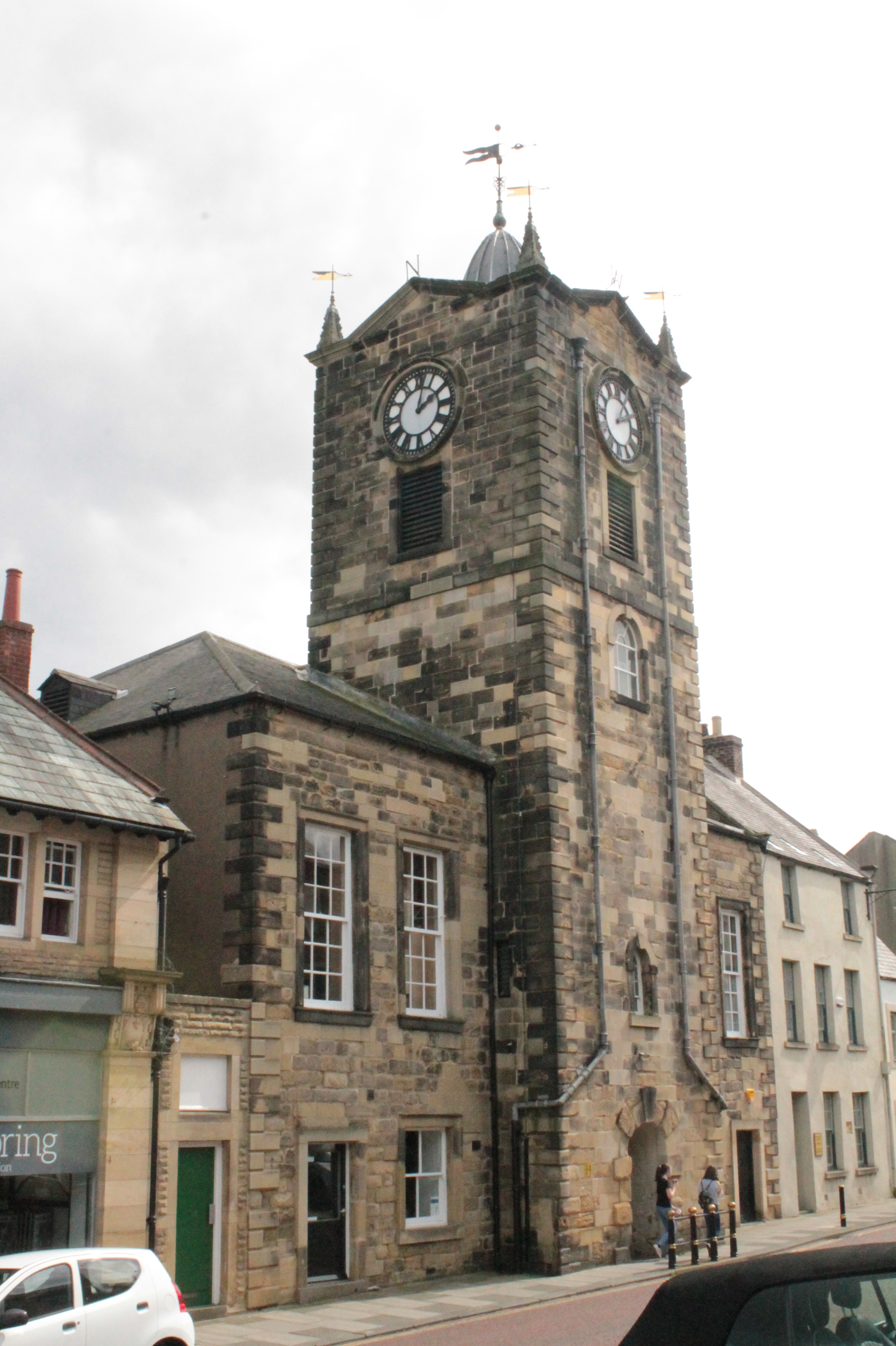
Rückseite des Rathauses (Town Hall)

Zu den Sehenswürdigkeiten zählt Alnwick Castle mit dem benachbarten Alnwick Garden, nach Windsor Castle der zweitgrößte Adelssitz Englands und Kulisse zahlreicher Filme.

## Städtepartnerschaften
Alnwick pflegt Städtepartnerschaften mit
- Bryne (Time, Norwegen),
- Lagny-sur-Marne, Île-de-France (Frankreich)
- Voerde, Nordrhein-Westfalen (Deutschland)

## Söhne und Töchter der Stadt
- Prideaux John Selby (1788–1867), Ornithologe, Botaniker und Künstler
- George Biddell Airy (1801–1892), Mathematiker und Astronom
- Robert Henry Bow (1827–1909), Bauingenieur
- Thomas Cobden-Sanderson (1840–1922), Buchbinder, Drucker und Künstler
- David Adam (Geistlicher) (1936–2020), anglikanischer Geistlicher und Autor
- Sid Waddell (1940–2012), britischer Fernsehkommentator, bekannt als „the voice of darts“
- Peter Horbury (1950–2023), englischer Automobildesigner
- Josephine Pryde (* 1967), englische Künstlerin
- Laura Weightman (* 1991), Mittelstreckenläuferin

## Belege
1. ↑  Alnwick (Ward, United Kingdom) - Population Statistics, Charts, Map and Location. Abgerufen am 16. April 2024.